# Bom Retiro do Sul
Bom Retiro do Sul este un oraș în Rio Grande do Sul (RS), Brazilia.